# Sapintus sentis
Sapintus sentis es una especie de coleóptero de la familia Anthicidae.

## Distribución geográfica
Habita en Brasil.